# Vista Judicial Especial de la Corte Suprema de la Unión Soviética
La Vista Judicial Especial del Tribunal Supremo de la Unión Soviética (ruso: Специальное судебное присутствие Верховного суда СССР) fue un órgano judicial dentro de la Corte Suprema de la Unión Soviética.
Se creó con la Constitución de la Unión Soviética de 1924 para juzgar los casos criminales o civiles de excepcional importancia que afectaran en su contenido a dos o más Repúblicas de la URSS; y para examinar casos que afectaran a los miembros del Comité Central de la URSS o del Comisariado de las Nacionalidades de la URSS.